# Diego Ramírez (archipelag)
Wyspy Diego Ramírez (hiszp.  Islas Diego Ramírez) – grupa małych wysp na Oceanie Spokojnym, będąca najdalej na południe wysuniętą częścią Chile (około 100 km na południowy zachód od Przylądka Horn).

## Krótki opis
Archipelag składa się z dwóch grup wysp, większej południowej (m.in. Isla Bartolomé, Isla Gonzalo, Islote Ester) i mniejszej północnej (m.in. Isla Norte), które mają łącznie powierzchnię około 1,3 km². Administracyjnie należą do Regionu Magallanes y Antártica. Zostały odkryte przez wyprawę Garcia de Nodala 12 lutego 1619, nazwę wzięły od nazwiska kosmografa ekspedycji. W 1957 roku marynarka wojenna Chile założyła stację meteorologiczną na Isla Gonzalo. Wyspy są ważnym miejscem gniazdowania dla wielu morskich ptaków (głównie albatrosy i pingwiny).
W skład archipelagu wchodzą następujące wyspy
- Isla Bartolomé - 56°32′S 68°43′W/-56,533333 -68,716667; pow. 0,93 km²; najwyższe wzniesienie 190 m n.p.m.
- Isla Gonzalo - 56°31′S 68°41′W/-56,516667 -68,683333; pow. 0,38 km²; 108 m n.p.m.
- Isla Norte - 56°27′S 68°44′W/-56,450000 -68,733333
- Islote Águila - 56°32′15″S 68°43′10″W/-56,537500 -68,719444
- Islote Barros
- Islote Cabezas
- Islote Ester
- Islote García
- Islote Hernández
- Islote Martínez
- Islote Mendoza
- Islote Nahuel
- Islote Peñailillo
- Islote Pontevedra
- Islote Santander
- Islotes Torres
- Islotes Vergara

## Galeria

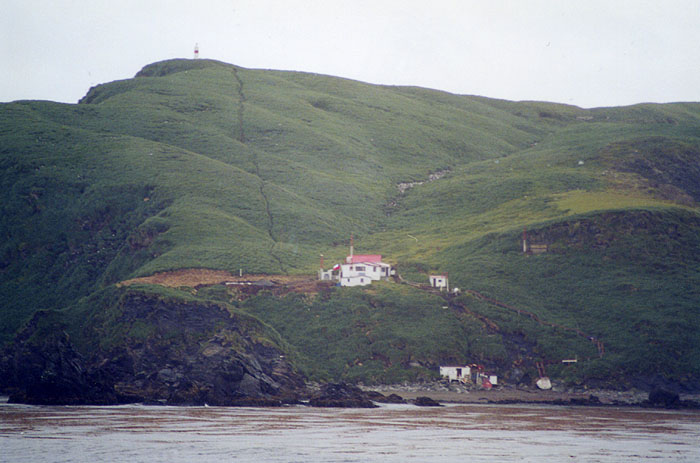
Chilijska stacja na Isla Gonzalo.
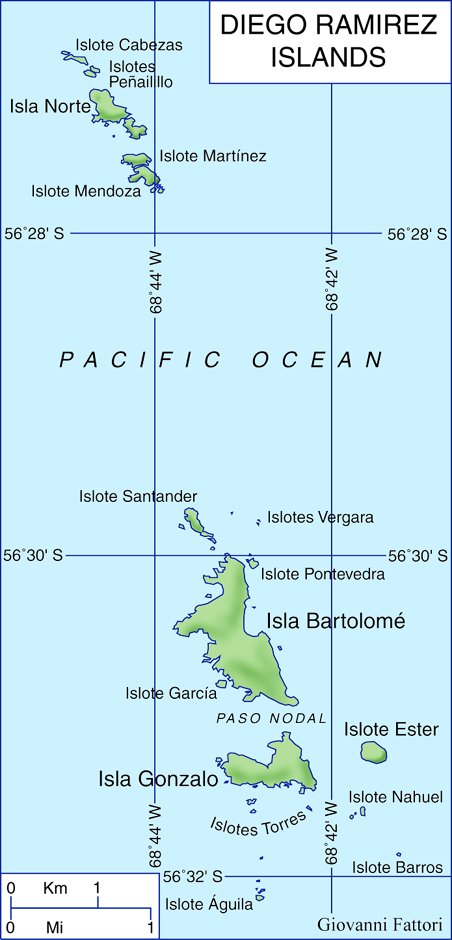
Mapa wysp.